# Pedro Espinha
Pedro Manuel Ferreira Espinha (* 25. září 1965 Mafra) je bývalý portugalský fotbalista, brankář. Portugalsko reprezentoval v letech 1998–2000, a to v šesti zápasech. Získal bronz na mistrovství Evropy 2000. Ač byl náhradním gólmanem, na šampionátu nastoupil, v zápase proti Německu v základní skupině a uhájil čisté konto (Portugalci vyhráli 3:0). Na klubové úrovni hrál za Cova Piedade (1984–1985), Torreense (1985–1986), Académicu Coimbra (1986–1987), Sacavenense (1987–1989), Belenenses (1989–1994), Salgueiros (1994–1997), Vitórii Guimarães (1995–1997), FC Porto (2000–2002) a Vitórii Setúbal (2002–2003). V portugalské nejvyšší soutěži odchytal 249 zápasů. V současnosti se živí jako trenér brankářů.